# Deutsch Kaltenbrunn
Deutsch Kaltenbrunn é um município da Áustria localizado no distrito de Jennersdorf, no estado de Burgenland.